# Narbacular Drop
Narbacular Drop est un jeu vidéo de réflexion/puzzle développé par Nuclear Monkey Software. Il est sorti en 2005 en version gratuite.

## Système de jeu
Dans ce jeu, le joueur contrôle deux portails connectés entre eux qu'il peut placer sur toute matière non métallique.

## Précurseur dePortal
Bien que le jeu n'ait pas de suite, l'équipe de développement a intégré celle de Valve Corporation pour le développement du jeu Portal, sorti en 2007 dans le pack The Orange Box qui peut donc être considéré comme son « successeur spirituel ». On peut d'ailleurs trouver un clin d'œil dans Portal 2, dont un succès en mode coopératif porte le nom « Narbacular Drop ».

## Accueil
Le jeu a été lauréat dans la catégorie vitrine étudiante de l'Independent Games Festival 2006.